# もやしもん
『もやしもん』は、石川雅之による日本の漫画作品。
青年漫画誌『イブニング』（講談社）にて、2004年16号より2013年10号まで連載後、『月刊モーニングtwo』（同）に移籍し2013年8月号より2014年3月号まで連載された。『月刊アフタヌーン』（同）にて2024年12月号に読み切りを掲載。翌2025年1月号より続編の『もやしもん＋』が連載されている。同作では『もやしもん』の第13巻の最終ページから続く形で描かれている。2017年4月時点で累計発行部数は800万部を記録している。
肉眼で菌を見ることができる主人公・沢木を中心に、菌・ウイルスに関わる農業大学の学生生活を描いている。英語表記は「TALES OF AGRICULTURE」（農業物語）。
2007年10月から12月までフジテレビのノイタミナ枠にてテレビアニメが放送された。2010年には実写ドラマ化もされており、同年7月から9月まで、テレビアニメと同じくノイタミナ枠で放送された。2012年7月から9月まで『もやしもん リターンズ』がアニメの続編として放送された。

## 作品解説
作者の説明によると「農大で菌とウイルスとすこしばかりの人間が右往左往する物語」である。
東京にあるとされる「某農業大学」（「某」というのは名前を伏せている意味ではなく、これが正式名称）に入学した、「菌」の存在を肉眼で視認できるという不思議な能力をもつ主人公・沢木惣右衛門直保をめぐる学園ドラマである。第5巻収録の第49話冒頭では、「ミニマムな団体劇」とも表現されている。直保に見える菌は、デフォルメされたキャラクターとして描かれている。作中で菌たちがたびたび発する、「繁殖する」「発酵、腐敗させる」ことを意味するセリフ「かもす」（醸す）は、作品のシンボル的フレーズとなっている。
本作品の連載においては、休載や減ページが多い。また、単行本の新刊が発行される数か月前にも、その編集・本編の修正・加筆作業のために休載することがある。当初は『イブニング』に毎号掲載されていたが、2008年から3号掲載・1号休載というパターンでの掲載が定着している。
主に登場する菌類がデザインされた、Tシャツやぬいぐるみ、フィギュアなどのグッズも発売されている。
タイトル・作品内の備考
連載時のタイトルは、第1話が「農大物語」であり、第2話が「農大物語 もやしもん」、第3話は「農大物語改め もやしもん」、第4話は「新タイトル覚えてくれた? もやしもん」、今のロゴデザインになったのは、第5話「ロゴデザイン変えてみました。（農）もやしもん」からである。なお、単行本表紙のロゴデザインは統一されていない。
作中に入る脚注は、基本的に「菌」に関する記述は作者、それ以外は「担当さん」（＝担当編集者）が担当している。単行本では脚注のほか、扉ページのアオリや毎回の登場人物紹介欄も、雑誌掲載時と同様の形で収録するという珍しい形が取られている。
舞台設定
主な舞台は、東京にある農業大学「某農大」。北海道には別のキャンパスが、沖縄には実験農場があり、規模はかなり大きい。祭り好きな校風で知られ、学生が作った食糧だけで自給自足の生活をする『春祭』や料理や野菜などを学外の人々に販売する『収穫祭』などイベントが盛ん。学部構成は不明（農学部の単一学部大学か？）、学科については、獣医学科、畜産学科、環境学科（環境経営学科・森林環境学科）、栄養学科、情報学科、農業経済学科が作中に確認できる。
「某農大」のモデルについては、作者は「あくまで某農大は某農大であり、実在の農業大学とは関係ない」と、掲載誌上（漫画の欄外ほか）や『読売新聞』・『CONTINUE』などの取材で語っている。ただ、作者によれば農学部の校舎はポルトガルのコインブラ大学の建物をモチーフとしているほか、作者自身は大阪府立大学農学部（現・生命環境科学部）の近くに住んでいたこと、連載前に担当編集に誘われて東京農業大学を見学したことを明言している。なおテレビアニメ版では、第1期オープニングで使用された映像のロケを行ったことから「撮影協力」として、また第2期でも「協力」として東京農工大学がクレジットされている。ドラマ版ではロケ地に使われた茨城大学がクレジットされている。
受賞
- 第12回手塚治虫文化賞マンガ大賞
- 第32回講談社漫画賞一般部門
- 平成20年度醤油文化賞
- 第46回星雲賞コミック部門

## あらすじ
種麹屋の次男坊である沢木 惣右衛門 直保（さわき そうえもん ただやす）は、菌やウイルスを視認し会話ができるという不思議な能力を持っていた。直保は幼馴染の結城蛍とともに、祖父の友人である樹慶蔵が教授を務める「某農業大学」へと入学する。院生の長谷川遥とゼミ生の武藤葵、密造酒の製造に失敗して多額の借金を背負うことになった2年の美里薫と川浜拓馬、偶然ゼミに参加することになった1年の及川葉月を加えた面々は、菌とウイルスに纏わる様々な騒動に巻き込まれてゆく。

## 書誌情報

### 単行本
単行本は、12巻まではイブニングKC、最終13巻のみモーニングKCとして講談社より発売されている。3巻以降は特装版ないし限定版が発売されており、同梱品・カバー・カバー下・次巻予告などが通常版と異なる。なお、最終ページにある次巻予告は、全くのデタラメが書かれており、「※内容は予告なく全然変更になる事があります」という文が添えられている。
そして、それぞれの単行本の下側には色々と小ネタが印刷されている。
| 巻数 | 巻数   | 初版発行日     | ISBN              | 備考 |
| ---- | ------ | -------------- | ----------------- | --- |
| 1    | -      | 2005年5月23日  | 4-06-352106-0     | 帯は古紙100%再生紙であり、インクは大豆由来のものを使用 同作者の作品集『人斬り龍馬』（リイド社刊）と同時発売 |
| 2    | -      | 2005年10月21日 | 4-06-352126-5     | 第1刷には「もやしもんシール」が付録で挿入                                                                   |
| 3    | 通常版 | 2006年5月23日  | 4-06-352151-6     | |
| 3    | 特装版 | 2006年5月23日  | 4-06-372153-1     | 表紙や裏表紙、カバーが特装版仕様                                                                            |
| 4    | 通常版 | 2006年12月22日 | 4-06-352171-0     | |
| 4    | 限定版 | 2006年12月22日 | 4-06-358234-5     | 携帯ストラップとフィギュア（製造元：海洋堂、製作：榎木ともひで）同梱                                        |
| 5    | 通常版 | 2007年6月22日  | 978-4-06-352192-4 | |
| 5    | 特装版 | 2007年6月22日  | 978-4-06-362082-5 | 携帯ストラップとフィギュア（製造元：海洋堂、製作：榎木ともひで）同梱                                        |
| 6    | 通常版 | 2008年2月22日  | 978-4-06-352213-6 | 第1刷にはヤクルト本社とタイアップしたリーフレットが封入                                                     |
| 6    | 限定版 | 2008年2月22日  | 978-4-06-358243-7 | 受注生産品。全高約40cmのA.オリゼーぬいぐるみ同梱                                                            |
| 7    | 通常版 | 2008年12月22日 | 978-4-06-352244-0 | |
| 7    | 限定版 | 2008年12月22日 | 978-4-06-362127-3 | A.オリゼーが組み立てられるナノブロック（製造元：カワダ）同梱、別名ナノ巻                                    |
| 8    | 通常版 | 2009年7月23日  | 978-4-06-352272-3 | |
| 8    | 限定版 | 2009年7月23日  | 978-4-06-362148-8 | 親子で楽しめる絵本『オリゼーのおしごと』同梱                                                                |
| 9    | 通常版 | 2010年7月6日   | 978-4-06-352312-6 | |
| 9    | 限定版 | 2010年7月6日   | 978-4-06-362169-3 | 9巻限定おまけDVD同梱                                                                                        |
| 10   | 通常版 | 2011年3月25日  | 978-4-06-352350-8 | |
| 10   | 限定版 | 2011年3月25日  | 978-4-06-376056-9 | ペーパーバック仕様で同梱品なし、価格は通常版より安価に設定                                                  |
| 11   | 通常版 | 2012年3月23日  | 978-4-06-352408-6 | |
| 11   | 限定版 | 2012年3月23日  | 978-4-06-362212-6 | 『もやしぼん』同梱                                                                                          |
| 12   | 通常版 | 2013年4月5日   | 978-4-06-352456-7 | |
| 12   | 限定版 | 2013年4月5日   | 978-4-06-362247-8 | 『もやしもん 発酵食品＋α 全さくいん』同梱                                                                   |
| 13   | 通常版 | 2014年3月20日  | 978-4-06-388306-0 | |
| 13   | 限定版 | 2014年3月20日  | 978-4-06-358705-0 | 『農大スクールカレンダー』『ネーム13巻＋α』同梱                                                             |

- 2巻以降本の地に菌やUFOなどの模様が印刷されている。
- 2巻と3巻の装丁には、ちょっとした仕掛けが隠されている。
- 4巻の限定版は数が少なく、購入希望者に数が行き渡らなかったため、5巻の特装版は4巻の限定版と比較して4倍ほど発行された。
- 6巻の限定版は同梱のぬいぐるみが大きいため、シュリンク包装ではなく、段ボール箱に梱包された状態で出荷された。

### 絵本
講談社より絵本版『きんのオリゼー』シリーズが発売。作・絵いしかわまさゆき。
- えほん もやしもん「きんのオリゼー」てをあらおう

2009年08月28日発売、ISBN 978-4-06-364789-1
- えほん もやしもん「きんのオリゼー」いただきます

2009年10月30日発売、ISBN 978-4-06-364811-9
- えほん もやしもん「きんのオリゼー」はをみがこう

2010年03月31日発売、ISBN 978-4-06-364821-8
- えほん もやしもん「きんのオリゼー」あいさつ

2010年05月29日発売、ISBN 978-4-06-364828-7
- えほん もやしもん「きんのオリゼー」すうじで あそぼう

2010年09月30日発売、ISBN 978-4-06-364830-0
- えほん もやしもん「きんのオリゼー」クリスマス

2010年12月10日発売、ISBN 978-4-06-364849-2

## 限定酒
単行本2巻の第23話に登場した「大吟醸生原酒 龍神丸 中どり無ろ過」はネット注文のみ限定10本が、応募者多数と予想されたため抽選で販売された。ちなみに、単行本第2巻13話に登場した「大吟醸生原酒 龍神丸」は、限定品ながら高垣酒造で一般販売しているが、2006年3月31日に発売された2006年度産は10時間ほどで完売した。関連品として同社では、純米吟醸生酒「かもすぞ」を発売している。これには作者がデザインしたラベル（黄麹菌（A.オリゼー）と酵母菌（S.セレビシエ）とロゴが描かれている）を使用している。中身も作者自身が利き酒して選んだ品を瓶詰めしている。2006年度産はわずか13分で完売。2007年度産は抽選販売となった。
2010年にドラマ版の放送に合わせ、沖縄県石垣市の請福酒造が製造した「請福もやしもん泡盛」が7月・8月（追加販売分）に合計3000本限定で、「請福もやしもん梅酒」が9月に2000本限定で発売され、いずれも即完売となった。

## テレビアニメ
アニメ1作目
2007年10月12日から12月21日まで、フジテレビ「ノイタミナ」枠で放送された。全11話。
5巻の裏表紙に、石川雅之と高岡じゅんいちによるアニメ『もやしもん』初期設定画がある。通常版が長谷川遥編で、特装版は武藤葵編。他のキャラクターは端の方に描かれている。
オープニング・エンディングには、原作のデザインの細菌・菌類・ウイルス達しか登場しない。オープニングは実写と3DCGの合成で、エンディングはクレイアニメ風のCGである。エンディング後に菌劇場（菌劇）という菌達が登場するアニメがある。次回予告は短く、樹慶蔵が一言喋る。
オリジナルサウンドトラックは2007年11月に発売された。放送で聴かれたほとんどの楽曲が収録されているが菌劇場の予告と長谷川の少女時代（第9話）の場面で使われた楽曲は未収録。洋画のサウンドトラックのパロディに聴こえる楽曲がいくつもある。
2007年10月22日には、第20回東京国際映画祭にて、本作品のOP、ED、第1話と第2話のAパートとBパートと菌劇場、開催当日には未放送の第3話のAパートと菌劇場が上映された。作品上映前には、A.アワモリ役でもあるニッポン放送の吉田尚記アナウンサーの司会で、矢野雄一郎監督、八木竜一CG監督、声優ゲストとして、ハイキングウォーキングの鈴木Q太郎（C.ジフテロイド役）と松田洋昌（M.フルフル役）、ムーディ勝山（C.トリコイデス役）、仲村みう（L.ヨグルティ役）、主題歌担当の依布サラサが舞台挨拶を行った。また作品上映後に、OP映像のCGメーキング映像も流された。八木監督のコメントによると、実写部分は東京農工大学農学部府中キャンパスで撮影され、同大の学生・院生もエキストラ出演しているとの事。
原作中では未成年である沢木、蛍、葉月等も飲酒するシーンが多々観られるが、アニメ版ではテレビ局側の自主規制の影響により、ノンアルコール飲料を飲んでいたり、別のキャラが代わりに飲酒している。
アニメ2作目
2012年7月6日から9月16日まで、第1作目と同じく「ノイタミナ」枠にて『もやしもん リターンズ』のタイトルで放送された。全11話。

### スタッフ
- 原作 - 石川雅之[7]
- 監督 - 矢野雄一郎[7]
- シリーズ構成 - 高橋ナツコ[7]
- キャラクターデザイン - 高岡じゅんいち（第1期）[7]→樋口聡美（第2期）
- 美術監督 - 新田博史（第1期）→山子泰弘（第2期）
- 美術設定 - 新田博史（第2期）
- 色彩設定 - 山本智子
- 撮影監督 - 市川幸彦（第1期）→光石奈歩（第2期）
- 編集 - 笠原義宏
- 音楽 - 佐藤直紀（第1期）[7]→羽毛田丈史（第2期）
- 音響監督 - 菊田浩巳
- 3DCG監督 - 八木竜一
- CG監督 - 森田淳也（第2期）
- OP演出 - 山崎貴[7]（第1期）
- プロデューサー - 中島寛朗・磯田敦仁（第1期）、田中尚美、渡辺哲也・山本幸治（第1期）→竹枝義典・黒須礼央（第2期）
- アニメーションプロデューサー - 粟飯原君江・谷口理（第1期）→樋口真也・上川和也（第2期）
- アニメーション制作 - 白組[7]、テレコム・アニメーションフィルム[7]
- 制作
  - 第1期 - 「もやしもん」製作委員会[7]（アスミック・エース エンタテインメント、講談社、白組、スカパー・ウェルシンク、ソニー・ミュージックエンタテインメント、電通、フジテレビ）
  - 第2期 - 「もやしもん リターンズ」製作委員会（フジテレビジョン、アニプレックス、講談社、白組、電通）

### 主題歌
第1期
オープニングテーマ「カリキュラム」
作詞・歌 - 依布サラサ / 作曲 - Anders Hellgren&davld Myhr / 編曲 - 松田岳二
エンディングテーマ「Rocket」
作詞 - Hiroyuki Hayashi / 作曲 - Hiroyuki Hayashi、Fumi / 編曲・歌 - POLYSICS

第2期
オープニングテーマ「Wake Up」
作詞・作曲・編曲 - 丸山真由子 / 歌 - ClariS
エンディングテーマ
「サイキン」（第1話 - 第4話、最終話）※「最近」をアニメ用に編詞をしたもの
歌 - ひいらぎ
「最近」（第5話 - 第10話）
歌 - ひいらぎ

### 各話リスト
| 話数  | サブタイトル           | 脚本       | 絵コンテ   | 演出              | 作画監督                            |       |       |
| 第1期 | 第1期                  | 第1期      | 第1期      | 第1期             | 第1期                               | 第1期 | 第1期 |
| ----- | ---------------------- | ---------- | ---------- | ----------------- | ----------------------------------- | ----- | ----- |
| 1     | 農大菌物語             | 高橋ナツコ | 矢野雄一郎 | 池畠ヒロ史        | 末永宏一                            |       |       |
| 2     | 三億円の農大生         | 高橋ナツコ | 鏑木ひろ   | 鏑木ひろ          | 古俣太一                            |       |       |
| 3     | 菌でかもすぞ!          | 武上純希   | 田頭しのぶ | 小山田桂子        | 末永宏一、野口寛明 森光恵、滝口禎一 |       |       |
| 4     | あちこち菌祭り         | 高橋ナツコ | 矢野雄一郎 | 滝沢潤            | 関根昌之                            |       |       |
| 5     | 怪奇!菌オバケ          | 武上純希   | 加瀬充子   | 玉田博            | 本間充                              |       |       |
| 6     | 悩殺!ミス農大          | 猪爪慎一   | 青山弘     | 池畠ヒロ史        | 末永宏一、野口寛明 古俣太一、森光恵 |       |       |
| 7     | 開幕!農大春祭          | 高橋ナツコ | 鏑木ひろ   | 小山田桂子        | 古俣太一 野口寛明                   |       |       |
| 8     | 農大正門攻略戦         | 高橋ナツコ | 矢野雄一郎 | 小山田桂子        | 古俣太一、野口寛明 森光恵、末永宏一 |       |       |
| 9     | 柔肌にとりつけ         | 武上純希   | 河内日出夫 | 滝沢潤            | 関根昌之                            |       |       |
| 10    | ゴスロリキッス         | 武上純希   | 渡辺了     | 玉田博 矢野雄一郎 | 藤澤俊幸                            |       |       |
| 11    | 輝く菌未来             | 高橋ナツコ | 矢野雄一郎 | 池畠ヒロ史        | 末永宏一                            |       |       |
| 第2期 |                        |            |            |                   |                                     |       |       |
| 1     | もやしども起つ         | 高橋ナツコ | 矢野雄一郎 | 小山田桂子        | 高須美野子                          |       |       |
| 2     | 発酵蔵                 | 高橋ナツコ | 鏑木ひろ   | 高林久弥          | 白井裕美子                          |       |       |
| 3     | チーム及川             | 平見瞠     | 青山弘     | 富沢信雄          | 野口寛明                            |       |       |
| 4     | 変化の秋               | 高橋ナツコ | 矢野雄一郎 | 岡辰也            | 田寄雅郁 野道佳代                   |       |       |
| 5     | 収穫祭                 | 高橋ナツコ | 高柳哲司   | 小山田桂子        | 高須美野子                          |       |       |
| 6     | チームワーク           | 平見瞠     | 高柳哲司   | 高林久弥          | 白井裕美子                          |       |       |
| 7     | かごの鳥               | 高橋ナツコ | 青山弘     | 富沢信雄          | 野口寛明 末永宏一                   |       |       |
| 8     | マリアージュ           | 平見瞠     | 望月智充   | 岡辰也            | 田寄雅郁、野道佳代 筆坂明規         |       |       |
| 9     | グラン＝クリュ街道にて | 高橋ナツコ | 矢野雄一郎 | 小山田桂子        | 高須美野子 西真由子                 |       |       |
| 10    | すれちがう思い         | 平見瞠     | 望月智充   | 高林久弥          | 徳田夢之介                          |       |       |
| 11    | ただいま               | 高橋ナツコ | 矢野雄一郎 | 富沢信雄          | 野口寛明 末永宏一                   |       |       |

### 放送局
| 放送地域   | 放送局                       | 放送期間                                          | 放送日時                                        | 放送系列          | 備考                                                                                 |
| 第1期      | 第1期                        | 第1期                                             | 第1期                                           | 第1期             | 第1期                                                                                |
| ---------- | ---------------------------- | ------------------------------------------------- | ----------------------------------------------- | ----------------- | ------------------------------------------------------------------------------------ |
| 関東広域圏 | フジテレビ                   | 2007年10月12日 - 12月21日                         | 金曜 0:45 - 1:15（木曜深夜）                    | フジテレビ系列    |                                                                                      |
| 中京広域圏 | 東海テレビ                   | 2007年10月19日 - 2008年1月11日                    | 金曜 2:05 - 2:35（木曜深夜）                    | フジテレビ系列    |                                                                                      |
| 近畿広域圏 | 関西テレビ                   | 2007年10月24日 - 12月26日                         | 水曜 1:45 - 2:15（火曜深夜）                    | フジテレビ系列    | 12月26日は2週分放送                                                                  |
| 福岡県     | テレビ西日本                 | 2007年10月25日 - 2008年1月10日                    | 木曜 2:10 - 2:40（水曜深夜）                    | フジテレビ系列    |                                                                                      |
| 新潟県     | 新潟総合テレビ               | 2007年10月26日 - 2008年1月18日                    | 金曜 2:00 - 2:30（木曜深夜）                    | フジテレビ系列    |                                                                                      |
| 鹿児島県   | 鹿児島テレビ                 | 2007年10月26日 - 2008年1月11日                    | 金曜 2:10 - 2:40（木曜深夜）                    | フジテレビ系列    |                                                                                      |
| 北海道     | 北海道文化放送               | 2007年11月7日 - 2008年1月30日                     | 水曜 1:10 - 1:40（火曜深夜）                    | フジテレビ系列    |                                                                                      |
| 長崎県     | テレビ長崎                   | 2008年4月5日 - 6月14日                            | 土曜 1:45 - 2:15（金曜深夜）                    | フジテレビ系列    |                                                                                      |
| 佐賀県     | サガテレビ                   | 2008年7月3日 - 10月9日                            | 木曜 0:35 - 1:05（水曜深夜）                    | フジテレビ系列    |                                                                                      |
| 日本全域   | フジテレビ721 フジテレビCSHD | 2008年8月28日 - 10月2日 2008年10月19日 - 11月23日 | 木曜 2:00 - 2:50（水曜深夜） 日曜 10:00 - 10:50 | CS放送            |                                                                                      |
| 日本全域   | アニマックス                 | 2009年6月3日 - 8月12日                            | 水曜 22:00 - 22:30                              | CS放送            | LEVEL22枠、リピート放送あり                                                          |
| 秋田県     | 秋田テレビ                   | 2013年9月19日 - 11月28日                          | 木曜 1:05 - 1:35（水曜深夜）                    | フジテレビ系列    |                                                                                      |
| 第2期      |                              |                                                   |                                                 |                   |                                                                                      |
| 関東広域圏 | フジテレビ                   | 2012年7月6日 - 9月14日                            | 金曜 0:45 - 1:15（木曜深夜）                    | フジテレビ系列    |                                                                                      |
| 中京広域圏 | 東海テレビ                   | 2012年7月6日 - 9月14日                            | 金曜 2:05 - 2:35（木曜深夜）                    | フジテレビ系列    |                                                                                      |
| 佐賀県     | サガテレビ                   | 2012年7月7日 - 9月22日                            | 土曜 1:05 - 1:35（金曜深夜）                    | フジテレビ系列    |                                                                                      |
| 福岡県     | テレビ西日本                 | 2012年7月7日 - 9月22日                            | 土曜 2:05 - 2:35（金曜深夜）                    | フジテレビ系列    |                                                                                      |
| 山形県     | さくらんぼテレビ             | 2012年7月8日 - 9月16日                            | 日曜 1:05 - 1:35（土曜深夜）                    | フジテレビ系列    |                                                                                      |
| 秋田県     | 秋田テレビ                   | 2012年7月8日 - 9月16日                            | 日曜 1:35 - 2:05（土曜深夜）                    | フジテレビ系列    |                                                                                      |
| 鹿児島県   | 鹿児島テレビ                 | 2012年7月8日 - 9月16日                            | 日曜 1:35 - 2:05（土曜深夜）                    | フジテレビ系列    |                                                                                      |
| 熊本県     | テレビくまもと               | 2012年7月8日 - 9月16日                            | 日曜 2:05 - 2:35（土曜深夜）                    | フジテレビ系列    |                                                                                      |
| 福島県     | 福島テレビ                   | 2012年7月10日 - 9月18日                           | 火曜 1:10 - 1:40（月曜深夜）                    | フジテレビ系列    |                                                                                      |
| 広島県     | テレビ新広島                 | 2012年7月10日 - 9月18日                           | 火曜 1:30 - 2:00（月曜深夜）                    | フジテレビ系列    |                                                                                      |
| 愛媛県     | テレビ愛媛                   | 2012年7月11日 - 9月19日                           | 水曜 0:35 - 1:05（火曜深夜）                    | フジテレビ系列    |                                                                                      |
| 新潟県     | 新潟総合テレビ               | 2012年7月11日 - 9月19日                           | 水曜 1:30 - 2:00（火曜深夜）                    | フジテレビ系列    |                                                                                      |
| 宮城県     | 仙台放送                     | 2012年7月11日 - 9月19日                           | 水曜 1:45 - 2:15（火曜深夜）                    | フジテレビ系列    |                                                                                      |
| 近畿広域圏 | 関西テレビ                   | 2012年7月11日 - 9月19日                           | 水曜 1:58 - 2:28（火曜深夜）                    | フジテレビ系列    |                                                                                      |
| 岩手県     | 岩手めんこいテレビ           | 2012年7月12日 - 9月20日                           | 木曜 1:50 - 2:20（水曜深夜）                    | フジテレビ系列    |                                                                                      |
| 静岡県     | テレビ静岡                   | 2012年7月13日 - 9月21日                           | 金曜 1:10 - 1:40（木曜深夜）                    | フジテレビ系列    |                                                                                      |
| 韓国全域   | ANIPLUS                      | 2012年7月20日 - 9月21日                           | 金曜 0:30 - 1:00（木曜深夜）                    | CS放送 ネット配信 | リピート放送あり 韓国語字幕あり 7月20日は1と2の連続放送（0:30 - 1:30） 第1期は未放送 |
| 日本全域   | BSフジ                       | 2012年7月29日 - 10月7日                           | 日曜 2:00 - 2:30（土曜深夜）                    | BSデジタル放送    | 1期は未放送                                                                          |
| 北海道     | 北海道文化放送               | 2012年11月12日 - 2013年2月4日                     | 月曜 1:45 - 2:15（日曜深夜）                    | フジテレビ系列    |                                                                                      |
| 日本全域   | フジテレビTWO                | 2013年6月30日 - 7月28日                           | 土曜 0:10 - 1:00（金曜深夜）                    | CS放送            | 2話連続放送                                                                          |

※鹿児島テレビ・テレビ長崎・サガテレビ以外は『ノイタミナ』レギュラーネット局。フジテレビ721、CSHDでは2話連続放送。
| フジテレビ ノイタミナ        | フジテレビ ノイタミナ | フジテレビ ノイタミナ  |
| 前番組                       | 番組名                | 次番組                 |
| ---------------------------- | --------------------- | ---------------------- |
| モノノ怪                     | もやしもん            | 墓場鬼太郎             |
| フジテレビ ノイタミナ・第1部 |                       |                        |
| 坂道のアポロン               | もやしもん リターンズ | PSYCHO-PASS サイコパス |

### DVD
初回特典は原作者描き下ろしキャラと3D-CGキャラ共演パッケージ。特典映像は菌劇場デラックス：細菌たちのミニ・ストーリー、発酵食品の衝撃映像。
1. 第1 - 2話収録、2007年12月21日（菌）発売 菌劇場デラックス1「腸内フローラ」（単行本第1巻「おまけ」）
  - 初回特典はしゃべる「かもすぞオリゼー」マスコットと菌シール
2. 第3 - 5話収録、2008年1月25日発売 菌劇場デラックス2「表皮常在菌」（単行本第2巻「おまけ」）
  - 初回特典はかもされディスク
3. 第6 - 8話収録、2008年2月22日発売 菌劇場デラックス3「根圏」（第39話）
  - 初回特典は菌図鑑ポスター MOYASHIMON CHARACTOR GUIDE
4. 第9 - 11話収録、2008年3月19日発売 菌劇場デラックス4「カリブの黄色いジュゴンちゃん」（オリジナル 沖縄編が放送されなかった不満を語る）
  - 初回特典は16Pブックレット「農大の歩き方」

#### DVD-BOX
ドラマ化記念として発売された。DVDと同様、1 - 4巻でオリゼーのぬいぐるみ以外、特典として同梱されている。
特典
- ブックレット〈4巻と同様の中身〉
- 菌シール
- 菌ポスター

また、2011年10月26日に第1期全話を収録したブルーレイBOXが発売された８初回限定生産・分売無し）。

## テレビドラマ

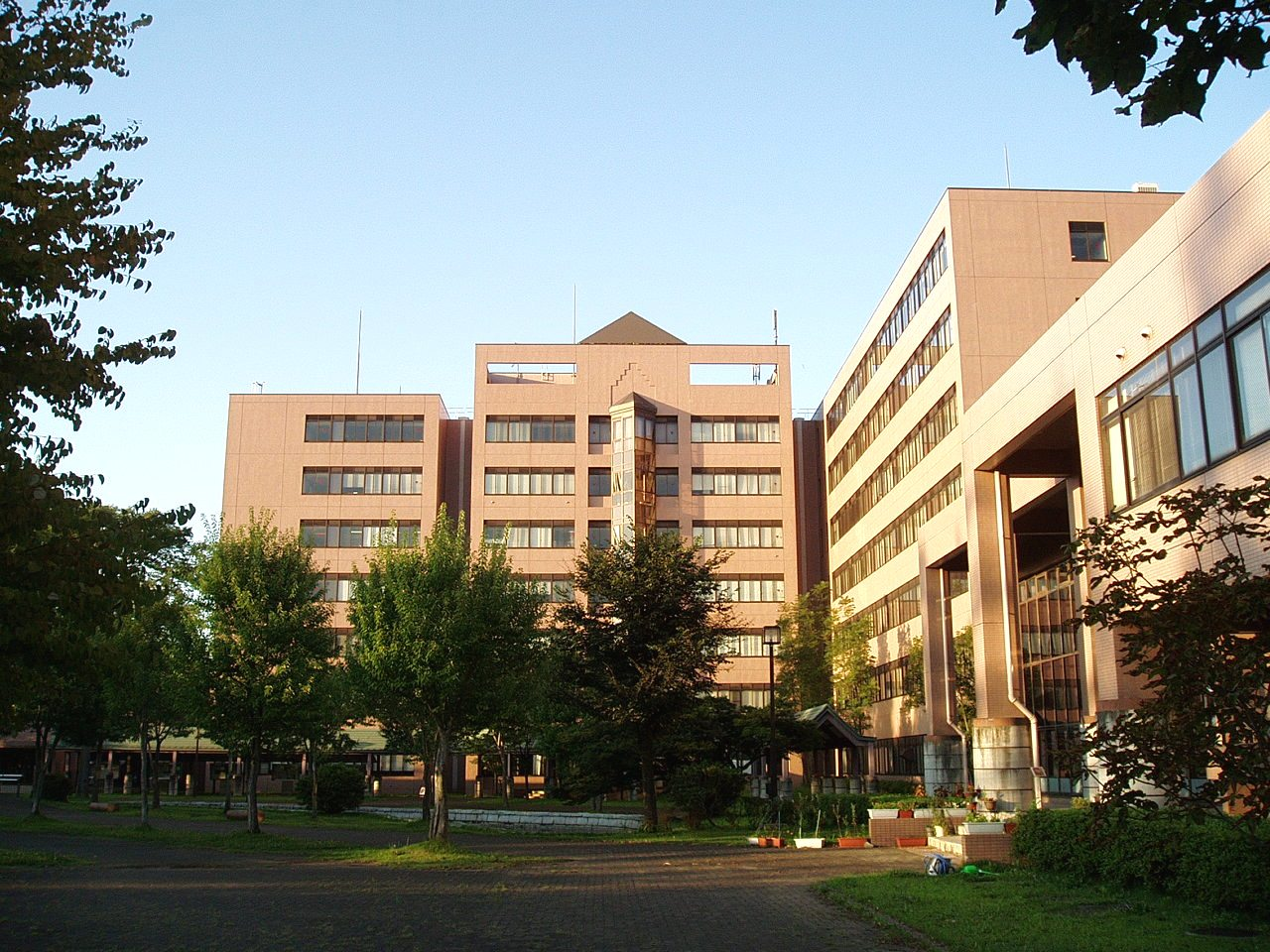
ドラマ「もやしもん」の撮影が行われた茨城大学の阿見キャンパス

2010年7月9日から9月17日まで、フジテレビ「ノイタミナ」枠ほかにて放送（ノイタミナ枠としては史上初の実写ドラマとなる）。撮影は2009年12月から2010年2月初旬にかけて茨城大学農学部の阿見キャンパス内で行われた。
菌達はアニメOPで使用されたものと同様のCGで描かれたほか、メカや特殊車両などがCGで描かれたり、VFXも多用された。
ドラマ本編において酒類を製造する場面が見られるが、日本の酒税法により個人での酒類の製造販売が禁止されているため、画面下部に「許可を得ず酒類を製造・販売する事は酒税法により禁止されているよ」とのテロップが表示された。
脚本にはアニメ版の高橋ナツコ、原作者の石川雅之も参加（下表参照）。各回冒頭オープニングタイトルとは別にレギュラー出演者の名前がクレジットされるが、原作コミック各巻の装丁・デザイン同様シークエンスのデザインは各話ごとに替えられている。

### キャスト（ドラマ）
- 沢木惣右衛門直保 - 中村優一（D-BOYS）
- 武藤葵 - ちすん
- 及川葉月 - はねゆり
- 美里薫 - 西田幸治（笑い飯）
- 川浜拓馬 - 木村明浩（バッファロー吾郎）
- 結城蛍 - 岡本あずさ[注 4] / 小比類巻太信（回想）
- 長谷川遥 - 加藤夏希
- 樹慶蔵 - 黒沢年雄
- 田中恭子 - 板野友美（AKB48）
- A.オリゼー（声） - 冬馬由美
- 学生（カメオ出演） - 竹若元博（バッファロー吾郎）、哲夫（笑い飯）

### スタッフ（ドラマ）
- 原作・脚本 - 石川雅之（『イブニング』（講談社）連載中）
- 製作 - 冨川八峰（フジテレビ）、遊佐和彦、島村達雄、北川直樹、寺田篤、新坂純一
- チーフプロデューサー - 山本幸治（フジテレビ）
- プロデューサー - 田中尚美、竹枝義典（フジテレビ）
- ラインプロデューサー - 梨木友徳
- 音楽プロデューサー - 佐野弘明
- 音楽 - 鴨宮諒
- 音楽制作 - フジパシフィック音楽出版、ソニー・ミュージックエンタテインメント
- 脚本 - 高橋ナツコ、武上純希、猪爪慎一、渡邊大輔
- 各話監督 - 岩本晶、森田淳也、梨木友徳
- 制作プロダクション - 白組
- VFXスーパーバイザー - 森田淳也
- シリーズ構成 - 高橋ナツコ
- シリーズ監督 - 岩本晶
- ロケ協力 - 茨城大学農学部
- 製作 - ドラマ「もやしもん」製作委員会（フジテレビジョン、アスミック・エース エンタテインメント、白組、ソニー・ミュージックエンタテインメント、電通、東宝）

### 主題歌（ドラマ）
オープニングテーマ「SOS」
唄 - たむらぱん / 作詞・作曲・編曲 - 田村歩美
エンディングテーマ「海へいこう」
唄 - SEAMO / 作詞 - Naoki Takada / 作曲 - Naoki Takada & Shintaro“Growth”Izutsu / 編曲 Shintaro“Growth”Izutsu

### DVD（ドラマ）
1. もやしもん 第1巻（2010年12月23日）
2. もやしもん 第2巻（2011年1月28日）
3. もやしもん 第3巻（2011年2月18日）
4. もやしもん 第4巻（2011年3月18日）

発売元は東宝。各巻とも初回生産限定版と通常版がある。

### サブタイトル（ドラマ）
| 各話                                       | 放送日       | サブタイトル | 脚本                 | 監督     | 視聴率 |
| ------------------------------------------ | ------------ | ------------ | -------------------- | -------- | ------ |
| 第1話                                      | 2010年7月9日 | 入学         | 高橋ナツコ           | 岩本晶   | 3.4%   |
| 第2話                                      | 7月16日      | 能力         | 高橋ナツコ           | 岩本晶   | 2.8%   |
| 第3話                                      | 7月23日      | UFO研        | 高橋ナツコ、武上純希 | 梨木友徳 | 2.4%   |
| 第4話                                      | 7月30日      | 口噛み酒     | 高橋ナツコ、猪爪慎一 | 梨木友徳 | 2.3%   |
| 第5話                                      | 8月6日       | 惚れ薬       | 高橋ナツコ、渡邊大輔 | 森田淳也 | 2.6%   |
| 第6話                                      | 8月13日      | 発覚         | 石川雅之、高橋ナツコ | 森田淳也 | 2.3%   |
| 第7話                                      | 8月20日      | 仲直り       | 石川雅之、高橋ナツコ | 岩本晶   | 2.6%   |
| 第8話                                      | 8月27日      | 別れ         | 高橋ナツコ、猪爪慎一 | 岩本晶   | 2.6%   |
| 第9話                                      | 9月3日       | 収穫祭       | 高橋ナツコ、猪爪慎一 | 梨木友徳 | 2.5%   |
| 第10話                                     | 9月10日      | ミス農大     | 石川雅之、高橋ナツコ | 森田淳也 | 2.9%   |
| 第11話                                     | 9月17日      | 奪還         | 高橋ナツコ           | 岩本晶   | 2.0%   |
| 平均視聴率（ビデオリサーチ調べ・関東地区） |              |              |                      |          |        |

### 放送局（ドラマ）
| 放送地域   | 放送局           | 放送期間                  | 放送日時                     | 備考                             |
| ---------- | ---------------- | ------------------------- | ---------------------------- | -------------------------------- |
| 関東広域圏 | フジテレビ       | 2010年7月9日 - 9月17日    | 金曜 0:45 - 1:15（木曜深夜） | 制作局 ノイタミナ枠第1部         |
| 近畿広域圏 | 関西テレビ       | 2010年7月14日 - 9月22日   | 水曜 1:29 - 1:59（火曜深夜） | [ 注 5 ]                         |
| 中京広域圏 | 東海テレビ       | 2010年7月16日 - 9月24日   | 金曜 2:15 - 2:45（木曜深夜） |                                  |
| 山形県     | さくらんぼテレビ | 2010年8月8日 - 10月24日   | 日曜 1:05 - 1:35（土曜深夜） |                                  |
| 日本全域   | BSフジ           | 2010年8月15日 - 11月14日  | 日曜 1:00 - 1:30（土曜深夜） | ノイタミナ枠第1部 BSデジタル放送 |
| 佐賀県     | サガテレビ       | 2010年10月15日 - 12月31日 | 金曜 0:45 - 1:15（木曜深夜） |                                  |
| 宮城県     | 仙台放送         | 2010年10月26日 - 12月28日 | 火曜 1:10 - 1:40（月曜深夜） | 12月14日は2話連続放送            |
| 広島県     | テレビ新広島     | 2011年1月25日 - 4月5日    | 火曜 1:00 - 1:30（月曜深夜） |                                  |
| 熊本県     | テレビ熊本       | 2011年2月8日 - 4月19日    | 火曜 2:00 - 2:30（月曜深夜） |                                  |
| 日本全域   | フジテレビTWO    | 2011年7月12日 - 8月17日   | 火曜 18:00 - 19:00           | 2話連続（リピートあり） CS放送   |

| フジテレビ・BSフジ ノイタミナ・第1部 | フジテレビ・BSフジ ノイタミナ・第1部 | フジテレビ・BSフジ ノイタミナ・第1部 |
| 前番組                               | 番組名                               | 次番組                               |
| ------------------------------------ | ------------------------------------ | ------------------------------------ |
| 四畳半神話大系                       | もやしもん （テレビドラマ版）        | 海月姫                               |

## ゲーム
もやしもんガチャガチャ
Yahoo!モバゲーにて提供されていた、ドラマ版『もやしもん』をモチーフとしたソーシャルゲーム。ガチャガチャを回して菌を集め、様々な発酵物を作り出し、「伝説のもやし職人」を目指す。ガイド役オリゼーの声優はアニメ・ドラマと同じ冬馬由美が務めていた。2016年7月19日、サービス終了。
もやしもん
mixiアプリにて提供されていたソーシャルゲーム。やはり様々な発酵物を作り出し、それを売ることで「かもP」と呼ばれるポイントを稼ぎ、ポイントでインテリアや新たな原料などを購入する仕組み。2010年秋よりベータ版が提供されていたが、2011年3月24日にゲーム内容を大幅に変更した上で正式版がオープンした。現在終了。
もやしもんDS
ニンテンドーDS対応のアドベンチャーゲーム（任天堂公式サイトでは、ジャンルを「かもしアドベンチャー」としている）。タカラトミーから2009年7月23日発売。通常版のほか、もやしもんグッズ（カルタ・巾着ポーチ・オリゼー液晶クリーナー）をセットにした限定版がある。
キンを集めてまいれ！もやしもん！！〜勇者オリゼーの冒険〜
iPhone／iPod touch向けの無料アプリ。登場キャラクター「オリゼー」が、勇者となって「菌連合」を作るため冒険するといった内容。2012年8月17日配信開始。
フジテレビゲームセンターCX
ケータイゲームサイト。会員向けのflashゲームが利用可能。「もやしもん」では菌タタキにクイズ!菌などといった菌をベースに制作されたミニゲーム集が公開。
講談社モバイル ガールズプレミアム
ケータイサイト。会員向けのflashゲームが利用可能。「もやしもん」のお絵かきロジックが公開。

## WEBラジオ
2012年7月5日から2013年2月6日、音泉にて『ラジオもやしもん リターンズ 某農大放送祭!』のタイトルで毎週木曜に配信された。
パーソナリティ
- 阪口大助（沢木惣右衛門直保 役）、冬馬由美（A.オリゼー 役）

## 関連番組・作品
もやしもんが紹介された番組
- FMラジオNACK5のラジオ番組『The Nutty Radio Show 鬼玉』でメインパーソナリティの玉川美沙がもやしもんの大ファンだと言って何回も番組で取り上げたことがある。番組内ではよく本人が“菌の声”の真似をすることがある。なお、玉川美沙は協会酵母役でアニメに出演した。
- AMラジオのラジオ番組『ピートム.Comic Jack』の『今村久仁人の「ここを読め!」』というコーナーの記念となる100冊目に選ばれた。なお、作者の石川雅之もゲストとして番組に呼ばれた[10]。

公認・他作品出演（かもし）作品
- 『銀座の番ねこ』（イブニング）高梨みどり
- 『警視正 椎名啓介』（イブニング）やぶうちゆうき
- 『のだめカンタービレ』（Kiss）二ノ宮知子
- 『喰いタン』（イブニング）寺沢大介
- 『ヤングガンガン創刊2周年記念サプライズ 応援出張出演』（スクウェア・エニックス出版）
- 『ニコイチ』（ヤングガンガン）金田一蓮十郎
- 『月刊アフタヌーン』2006年7月号 表紙に登場。また「出張版」として3ページの作品紹介漫画も掲載された。
- 『月刊少年ライバル』2008年4月4日創刊号に掲載。
- 『特別展：菌類のふしぎ-きのことカビの仲間たち-』
  - 主催：国立科学博物館、TBS
  - 後援：文部科学省、TBSラジオ
  - 協力：日本菌学会（フィーチャリング）、『もやしもん』石川雅之、講談社
  - 会期：2008年（平成20年）10月11日（土） - 2009年（平成21年）1月12日（月・祝）

同特別展示のイメージキャラクターとしてチラシ、ポスターなどの広告に登場。同展覧会の知名度アップに大いに貢献した。会場でオリジナルアニメーション作品が放送されたほか、強化ダンボールの展示台のあちこちに石川雅之による菌達が描かれ、展示に関連した吹き出しがついている場合もある。また一種の冗談展示として、菌の研究に貢献した実在の学者と並び、作中の登場人物・樹慶蔵の解説が展示されている。
- 『絵でわかる感染症 with もやしもん』 著：岩田健太郎、イラスト：石川雅之 ISBN 978-4-06-154775-9